# شوتايم (فلم)
شوتايم (بالإنجليزية: Showtime) هو فيلم أكشن كوميدي أمريكي من إخراج توم داي وبطولة روبرت دي نيرو، إيدي ميرفي، رينيه روسو وفرانكي فايسون.عرض الفيلم في الولايات المتحدة في 15 مايو 2002.

## روابط خارجية
شوتايم على موقع IMDb (الإنجليزية)
- شوتايم على موقع ميتاكريتيك (الإنجليزية)
- شوتايم على موقع روتن توميتوز (الإنجليزية)
- شوتايم على موقع نتفليكس (الإنجليزية)
- شوتايم على موقع قاعدة بيانات الأفلام العربية
- شوتايم على موقع ألو سيني (الفرنسية)
- شوتايم على موقع Turner Classic Movies (الإنجليزية)
- شوتايم على موقع أول موفي (الإنجليزية)
- شوتايم على موقع بوكس أوفيس موجو (الإنجليزية)
- شوتايم على موقع فيلمافينيتي (الإسبانية)